# Бонель-и-Орбе, Хуан Хосе
Хуа́н Хосе́ Боне́ль-и-О́рбе (исп. Juan José Bonel y Orbe; 17 марта 1782, Пинос-дель-Рей, королевство Испания — 11 февраля 1857, Мадрид, королевство Испания) — испанский кардинал. Епископ Малаги с 28 февраля 1831 по 29 июня 1833. Епископ Кордовы с 29 июня 1833 по 18 октября 1838. Архиепископ Гранады с 18 октября 1838 по 4 октября 1847. Архиепископ Толедо и примас Испании с 4 октября 1847 по 11 февраля 1857. Кардинал-священник с 30 сентября 1850, с титулом церкви Санта-Мария-делла-Паче с 30 ноября 1854.